# Zbruč
Zbruč ist eine seit dem 11. Februar 2013 in Lemberg erscheinende populäre ukrainische analytische Online-Zeitung. Ihr Redakteur ist der frühere Mitarbeiter der ebenfalls in Lemberg beheimateten gedruckten Zeitung Postup Orest Drul.
Die Zeitschrift, die ihren Namen symbolisch nach dem Grenzfluss Sbrutsch trägt, wurde gegründet als Reaktion auf die neue an Russland sich orientierende Politik des Präsidenten Wiktor Janukowytsch von der Lemberger Bürgervereinigung „Westliche analytische Gruppe“ (Західна аналітична група).
Charakteristisch für die Internet-Zeitschrift, die sich einreiht in die bereits früher gegründeten wichtigen anderen ukrainischen Internetzeitschriften Ukrajinska Prawda (2000) und Zaxid.net (2007), ist in Fortführung der gedruckten Zeitungen Postup (1989–1990) und Post-Postup (1991 ff.) und in Ergänzung der Zeitschrift Ji (1989 ff.) die Verbindung von aktuellen politischen, kulturellen und wissenschaftlichen ukrainischen und spezifisch galizischen Themen unter gleichzeitigem Rückgriff auf historische Artikel aus den einschlägigen westukrainischen Zeitschriften der Vorkriegszeiten.
Ihre Inhalte rubrifiziert die Zeitschrift in zehn Abteilungen: Galizien, in der Ukraine, in der Welt, Kunst, Wissenschaft, Diskurse, Vergangenheit, 1893, 1918, 1943.
Die klare Orientierung der weitrezipierten Zeitschrift am Westen und an Europa zeigt sich auch in der Wahl des lateinischen Namens und dem Länderkürzel der Webseite "eu".
Zu den Autoren zählen neben Wissenschaftlern und Politikern unter anderem auch die Schriftsteller Jurij Andruchowytsch, Sofija Andruchowytsch, Oleksandr Bojtschenko, Andrij Ljubka, Wassyl Machno, Mykola Rjabtschuk, Taras Prochasko, Jurij Wynnytschuk.